# Río Tenes
El río Tenes es un curso de agua del noreste de la península ibérica, afluente del Besós. Discurre por la provincia española de Barcelona.

## Curso
Discurre por la provincia de Barcelona. El río, que pasa por San Felíu de Codinas, Riels de Fay, Bigas, Santa Eulalia de Ronsana, Montmeló, Llissá de Munt, Llissá de Vall, Parets y Mollet del Vallés, termina desembocando en el río Besós. Aparece descrito en el decimocuarto volumen del Diccionario geográfico-estadístico-histórico de España y sus posesiones de Ultramar de Pascual Madoz con las siguientes palabras:

TENES: r. en la prov. de Barcelona, part. jud. de Granollers: tiene su origen en la montaña de San Miguel del Fay ó Desfay, y baja de N. á S. formando un semicírculo hacia el E.; baña por su márg. izq. los térm. de Riells, Bigas, Sta. Eulalia de Ronsana y Montmeló; y por su der. los de San Feliú de Codinas, Mombuy, Llisá de Munt, Llisá de Vall, Parets y Mollet, y desagua en el r. Besos: sus aguas impulsan varios molinos harineros y cria alguna pesca.
(Madoz, 1849, p. 703)

Las aguas del río, perteneciente a la cuenca hidrográfica del Besós, acaban vertidas en el mar Mediterráneo.